# Chelonus basimacula
Chelonus basimacula är en stekelart som beskrevs av Cameron 1887. Chelonus basimacula ingår i släktet Chelonus och familjen bracksteklar. Inga underarter finns listade i Catalogue of Life.